# Archieratikon
Archieratikon (řecky Αρχιερατικóν) nebo církevněslovansky činovnik je liturgická kniha užívaná ve východních církvích pro obřady pravidelně vedené biskupem (eparchou). Poprvé byl vydán v roce 1714 v Benátkách. Obdobou archieratikonu v římskokatolické církvi je pontifikál.